# Jeollanam-do

Jeollanam-do

Vlag

Jeollanam-do is een provincie in het zuidwesten van Zuid-Korea. De provincie wordt bestuurd vanuit het district Muan. In het noorden grenst de provincie aan Jeollabuk-do, in het oosten aan Gyeongsangnam-do en in het zuiden aan de Straat Korea. De provincie ligt aan de Gele Zee. Bijna 2000 eilanden behoren tot de provincie.
De oppervlakte van de provincie is 12.052 km2 en het inwoneraantal (2006) 1.994.478, waarmee er 165 inwoners per vierkante kilometer wonen. 47% woont in de steden (si). Het land bestaat voor 17,2% uit sawa, 9,9% uit agrarisch gebied, 59,0% uit bos en het overige gebied is 13,9% groot.
De gemiddelde temperatuur is hier 13,5 ℃ tot 14,4 ℃. Jaarlijks valt er gemiddeld 1494 mm regen, waarvan het overgrote deel in de zomer.
- De provinciale boom is de Japanse notenboom.
- De provinciale bloem is Camellia japonica
- De provinciale vogel is de Oosterse tortel
- De provinciale vis is Pagrus magor uit de familie van de zeebrasems
- De provinciale slogan is Groen Jeonnam

In het district Yeongam-gun werd van 2010 tot en met 2013 de Formule 1 GP van Korea verreden.

## Steden (Si)
- Gwangyang-si (광양시, 光陽市)
- Mokpo-si (목포시, 木浦市)
- Naju-si (나주시, 羅州市)
- Suncheon-si (순천시, 順天市)
- Yeosu-si (여수시, 麗水市)

## Districten (Gun)
- Boseong-gun (보성군, 寶城郡)
- Damyang-gun (담양군, 潭陽郡)
- Gangjin-gun (강진군, 康津郡)
- Goheung-gun (고흥군, 高興郡)
- Gokseong-gun (곡성군, 谷城郡)
- Gurye-gun (구례군, 求禮郡)
- Haenam-gun (해남군, 海南郡)
- Hampyeong-gun (함평군, 咸平郡)
- Hwasun-gun (화순군, 和順郡)
- Jangheung-gun (장흥군, 長城郡)
- Jangseong-gun (장성군, 長興郡)
- Jindo-gun (진도군, 珍島郡)
- Muan-gun (무안군, 務安郡)
- Sinan-gun (신안군, 新安郡)
- Wando-gun (완도군, 莞島郡)
- Yeongam-gun (영암군, 靈巖郡)
- Yeonggwang-gun (영광군, 靈光郡)